# Dilan Rojas
Dilan Rojas Barrientos (Iquique, Región de Tarapacá, Chile, 4 de junio de 2004) es un futbolista chileno. Juega de lateral derecho y actualmente se encuentra en Deportes Iquique de la Primera División de Chile.

## Trayectoria
Dilan Rojas se formó futbolísticamente en Deportes Iquique, equipo con el que debutó en 2021 a los 18 años en la Primera B de Chile, bajo la dirección técnica de Cristián Leiva.
Durante las temporadas 2022 y 2023, comenzó a ganar minutos en el equipo, alternando entre titularidades y suplencias, cumpliendo con la regla de minutaje sub-21 del fútbol chileno. En 2024, bajo el mando del entrenador Miguel Ramírez, se consolidó como titular indiscutido en la posición de lateral derecho. Su primer gol fue el 20 de octubre de 2024 ante Cobreloa.

## Estadísticas
| Club                     | Div           | Temporada     | Liga  | Liga  | Liga   | Copas nacionales | Copas nacionales | Copas nacionales | Torneos internacionales | Torneos internacionales | Torneos internacionales | Total | Total | Total  |
| Club                     | Div           | Temporada     | Part. | Goles | Asist. | Part.            | Goles            | Asist.           | Part.                   | Goles                   | Asist.                  | Part. | Goles | Asist. |
| ------------------------ | ------------- | ------------- | ----- | ----- | ------ | ---------------- | ---------------- | ---------------- | ----------------------- | ----------------------- | ----------------------- | ----- | ----- | ------ |
| Deportes Iquique · Chile | 2ª            | 2021          | 2     | 0     | 0      | —                | —                | —                | —                       | —                       | —                       | 2     | 0     | 0      |
| Deportes Iquique · Chile | 2ª            | 2022          | 14    | 0     | 0      | —                | —                | —                | —                       | —                       | —                       | 14    | 0     | 0      |
| Deportes Iquique · Chile | 2ª            | 2023          | 5     | 0     | 1      | 2                | 0                | 0                | —                       | —                       | —                       | 7     | 0     | 1      |
| Deportes Iquique · Chile | 1ª            | 2024          | 13    | 1     | 1      | 5                | 0                | 1                | —                       | —                       | —                       | 20    | 1     | 2      |
| Deportes Iquique · Chile | 1ª            | 2025          | 0     | 0     | 0      | 0                | 0                | 0                | 0                       | 0                       | 0                       | 0     | 0     | 0      |
| Deportes Iquique · Chile | Total club    | Total club    | 34    | 1     | 2      | 7                | 0                | 1                | 0                       | 0                       | 0                       | 41    | 1     | 3      |
| Total carrera            | Total carrera | Total carrera | 34    | 1     | 2      | 7                | 0                | 1                | 0                       | 0                       | 0                       | 41    | 1     | 3      |
| 1. 2.                    |               |               |       |       |        |                  |                  |                  |                         |                         |                         |       |       |        |